# Hylocereeae
Hylocereeae es una tribu perteneciente a la familia Cactaceae en la subfamilia Cactoideae. 

## Descripción
Se encuentra en los bosques tropicales de América Central, son trepadoras o epífitas, a diferencia de la mayoría de los cactus. En la clasificación de los Grupos sistemáticos Internacional de las Cactaceae de la Organización Internacional para el Estudio de Plantas Suculentas, la tribu tiene seis géneros.
Los miembros de Hylocereeae tienen tallos sin hojas (o aparentemente sin hojas) aplanadas que actúan como los órganos fotosintéticos de la planta. Las relativamente grandes flores se encuentran a los lados de los tallos. En muchas especies se abren por la noche. Las plantas conocidas como "híbridos Epiphyllum" o "Epiphyllum", ampliamente cultivados por sus flores, son híbridos de especies dentro de esta tribu, particularmente Disocactus, Pseudorhipsalis, Selenicereus, y con menor frecuencia, Epiphyllum, a pesar de ser el nombre común. 

## Géneros
Tiene los siguientes géneros. 
- Disocactus - Epiphyllum - Hylocereus - Pseudorhipsalis - Selenicereus - Weberocereus